# Monrupino
Monrupino (deutsch veraltet: Reippen, slowenisch Repentabor) ist eine italienische Gemeinde mit 841 Einwohnern (Stand 31. Dezember 2023) in der Region Friaul-Julisch Venetien.

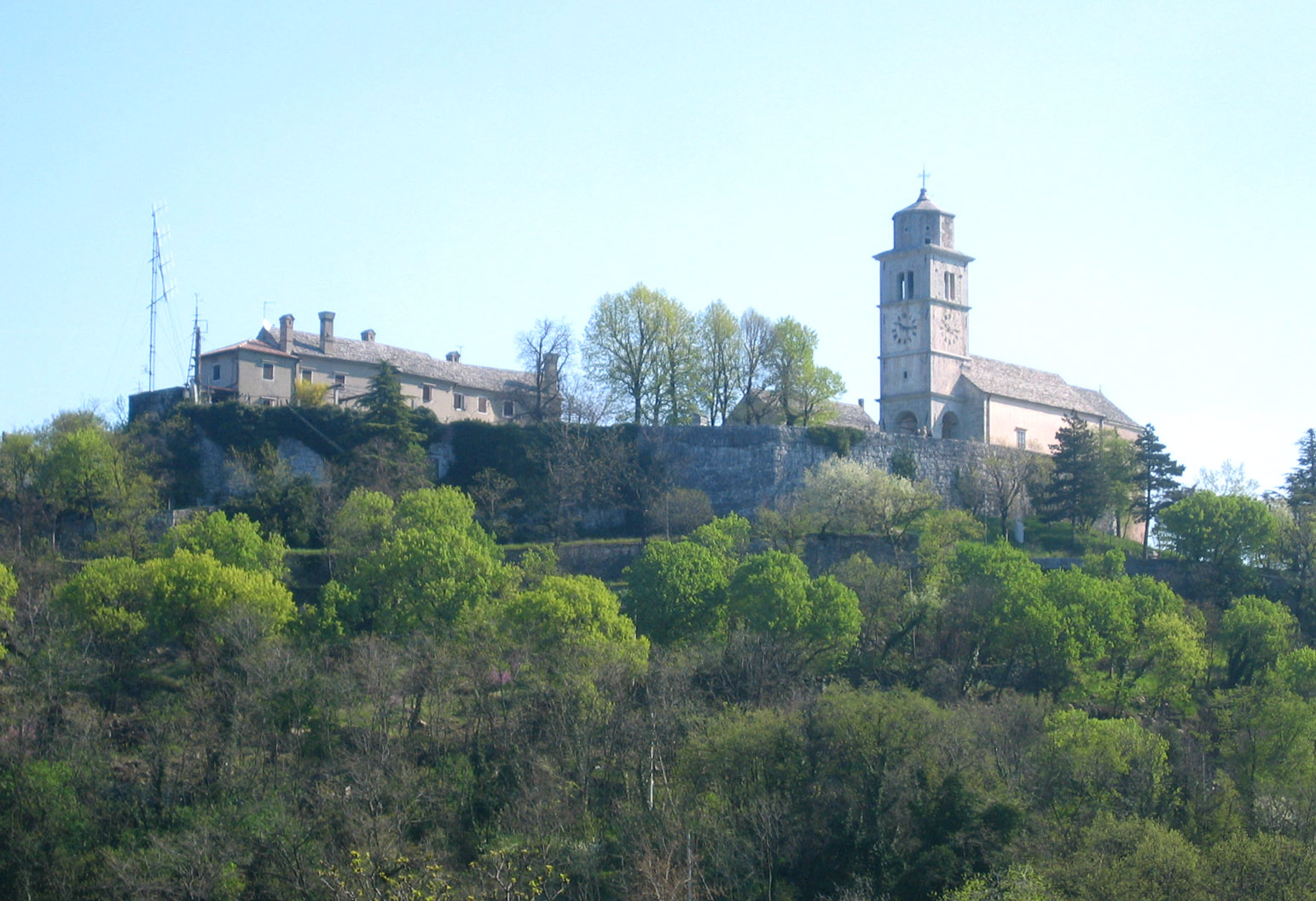
Kirche von Monrupino

Monrupino besteht aus den drei Ortschaften Fernetti (slow. Fernetiči), Col (ital. Zolla), Repen (ital. Rupingrande) und grenzt unmittelbar an die Gemeinde Sežana im benachbarten Slowenien. Die Bevölkerung gehört vorwiegend der slowenischsprachigen Minderheit an.
Bis zum Beitritt Sloweniens zur EU war der Grenzübergang Fernetti einer der wichtigsten Durchgangsorte für italienische Waren, die in die Balkanstaaten exportiert wurden. Die unmittelbare Anbindung an den internationalen Straßenverkehr hat sich auf die Wirtschaft des Ortes positiv ausgewirkt.
Monrupino ist dennoch nach wie vor sehr traditionsbewusst. Davon zeugen viele gut erhaltene Häuser im typischen Baustil der Karstlandschaft (ital. casa carsica, slow. kraška hiša), in denen Touristen Einblick erhalten in die Bräuche der Gegend und landwirtschaftliche Geräte und Möbel aus dem vorigen Jahrhundert kennenlernen können. Eine besondere Attraktion ist die Karst-Hochzeit (ital. nozze carsiche, slow. kraška ohcet) im Sommer, bei der Brautpaare in der überlieferten Karst-Tradition getraut werden.
Auf einem Hügel der Gemeinde liegt die kleine befestigte Wallfahrtskirche Monrupino aus dem 16. Jahrhundert. Die Anlage bietet einen weiten Rundblick auf das umliegende Gebiet in Italien und Slowenien.
Die bis 1918 zum kaiserlichen Österreich gehörige Gemeinde wurde 1906 durch die Karst-Bahn, die Verlängerung der Wocheiner Bahn, erschlossen, mit der eine direkte Bahnverbindung von Triest nach Villach und Salzburg geschaffen wurde. Sie wird im Bereich von Monrupino im Personenverkehr schon seit Jahrzehnten nicht mehr befahren und im grenzüberschreitenden Güterverkehr selten benutzt.
Zur Zeit des Freien Territoriums Triest gehörte der Ort zur sogenannten Zone A, bis 2017 zur Provinz Triest.

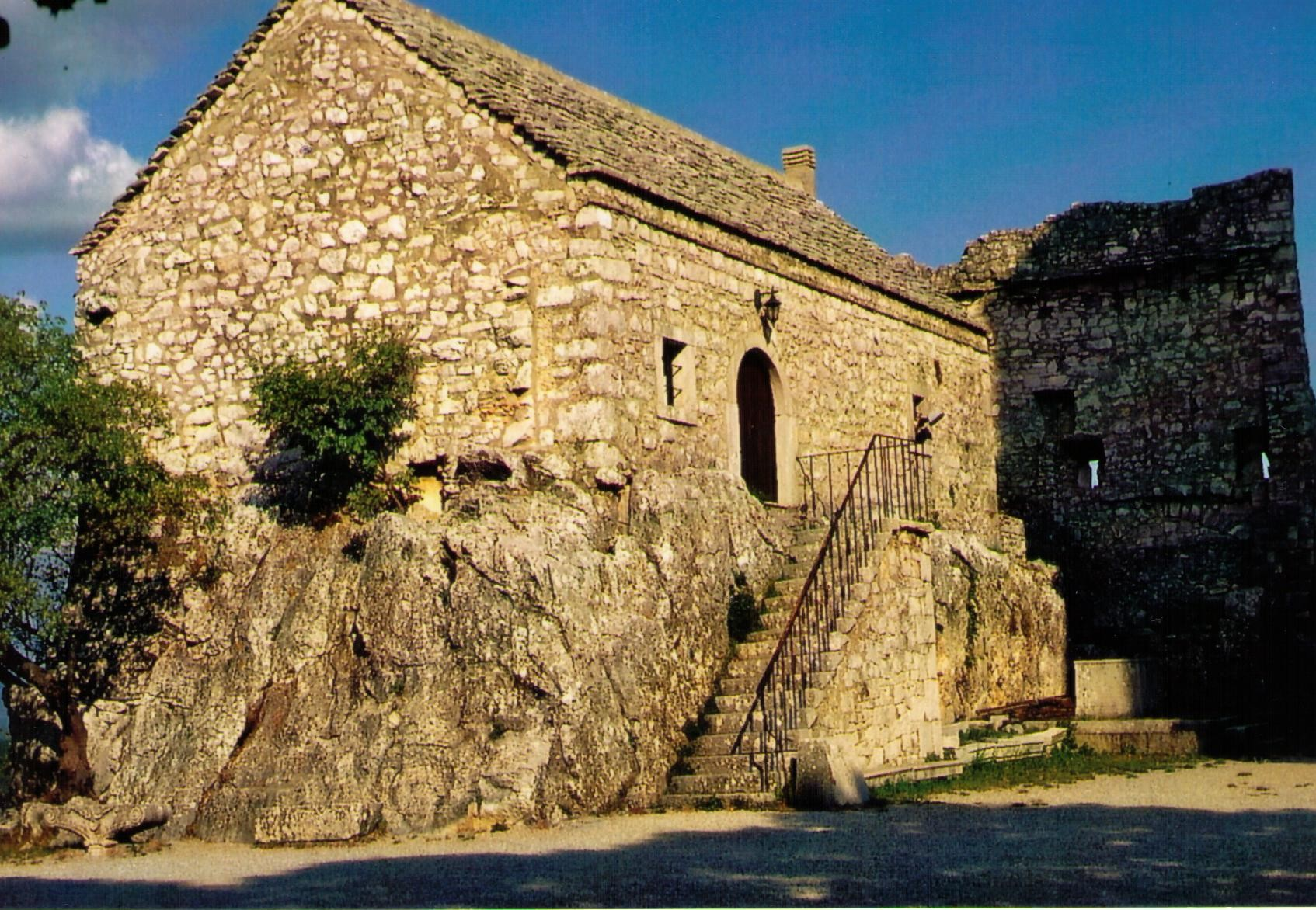
Ehemaliges Pfarrhaus mit der Stiege, auf der es einen Fußabdruck des Teufels geben soll